# Strängnäs (commune)
La commune de Strängnäs est une commune suédoise du comté de Södermanland comptant environ 37 100 habitants (2020). Son chef-lieu se situe à Strängnäs.
Les deux plus vastes îles du lac Mälar, Selaön (94,72 km2) et Tosterön (66 km2), dépendent administrativement de la municipalité.
La région est dominée par les forêts, bien que la municipalité, comparée à l'ensemble du pays, possède également une grande proportion de terres agricoles. La plupart des terres agricoles sont constituées de grandes plaines argileuses cultivées, dont les plus importantes se trouvent autour des baies et des criques du lac Mälaren.
Depuis les années 1990, la municipalité est associée à la production pharmaceutique utilisant la biotechnologie. Pfizer a investi dans un nouveau site de production à cette fin dans les années 2000 et est devenu depuis le plus grand employeur privé de la municipalité.
Depuis la création de la municipalité en 1971 et jusqu'en 2020, l'évolution de la population est positive. La croissance au cours de ces années a permis à la population de passer de 20 579 à 37 290 habitants.
Historiquement, la municipalité a compté une grande proportion de personnes ayant voté pour les partis de centre-droit, bien que le parti le plus important jusqu'en 2006 ait été les sociaux-démocrates. Depuis lors, les Modérés sont le parti le plus important. Depuis les élections de 2014 et au moins jusqu'aux élections de 2026, les deux plus grands partis, les conservateurs et les sociaux-démocrates, gouvernent la municipalité.
Le premier ministre suédois Ulf Kristersson y réside.

## Localités
- Åkers styckebruk
- Mariefred
- Stallarholmen
- Strängnäs

## Jumelage
- Ratzebourg (Allemagne) depuis le 29 juin 1996[1]